# 徐遠成
徐遠成（Adam Xu，1993年2月16日—），生於美國，香港籃球運動員，司職小前鋒，父親為前廣州軍區男子籃球隊球員，母親更是前中國國家籃球隊成員，在2011年赴美國升讀知名學府紐約大學，征戰NCAA大學籃球聯賽，現時效力東南亞職業籃球聯賽球隊香港東方並現時擔任球隊隊長。

## 早年生活
徐遠成生於美國於香港長大，自小學2年級起，已經常隨前中國國家籃球隊成員的母親打籃球，自小越級挑戰，徐遠成球技比同齡球員高，告別小學後他升讀香港國際學校，並擔當學校校隊隊長，2009年7月適逢洛杉磯湖人球星高比拜仁來中國訪問時，在香港站招收連同徐遠成在內的三名球員，並得到高比拜仁一對一傳授真傳，同年8月，徐遠成在NIKE League籃球賽中獨得31分勇奪16歲以下組冠軍，並榮膺最有價值球員，開始受到外間注意，2010年更當選香港學界籃球精英賽的明星球員，並於4月到中國參加全國高中生籃球聯賽，再到8月以中國青年邀請隊身分到紐約出席世界籃球嘉年華活動。

## 籃球生涯
徐遠成在美國朋友搭橋鋪路下，自資到紐約和波士頓及新澤西參加共6個訓練營，終在訓練營比賽後，他共獲得十多間學校邀請，其中包括一些第一級學校，結果徐遠成因為陣容具備競爭力，而選擇處於第三級聯賽的知名學府紐約大學，並入讀體育管理系和獲提供6位數港元奬學金，期間他為生活做過一年半地產工作。
2010年，徐遠成加盟因主力流失而吸納年青新秀的安青，展開其甲一球員生涯，惟在球隊實力削弱下，未能再次躋身季後賽，最終只能獲得第五名。2011年轉會福建，並在3月4日對超敏的高級組銀牌賽首度亮相，即取得全場最高的16分，協助球隊以85–45勝出。
2015年5月，徐遠成在大學畢業後返港，加盟班霸永倫，解決球隊正選陣容老化問題，而他於季尾協助永倫於5場3勝制的總決賽擊敗南華，取得其隻冠軍指環。2016年暑假，徐遠成到美國參加訓練營，並在亞特蘭大與波士頓和加州等地做不同訓練和比賽。
2017年暑假，徐遠成獲新成立的ABL球隊台灣寶島夢想家領隊陳建州主動通話邀請他加盟，但後來他加盟全港首支職業籃球隊東方，完成自幼職業籃球夢，並參與東南亞職業籃球聯賽。由於隊友陳兆榮左膝前十字韌帶斷裂，將錯過2017/18年ABL賽季，使徐遠成獲教練團要求轉型控球後衛來填補其位置。2017年11月19日，作客菲律賓火焰的首場聯賽，首度為東方登場，即貢獻4分，結果協助球隊以92–89勝出。

## 國際賽生涯
2008年8月，徐遠成入選香港青年籃球代表隊，參加在伊朗首都德黑蘭舉行的第20屆亞洲青年籃球錦標賽。2017年11月，他協助香港於第50屆港澳埠際賽作客擊敗澳門，奪得冠軍兼為世界盃亞洲區外圍賽備戰，惟他與東方隊友李琪和劉子禮，因在東南亞籃協管轄的東南亞聯賽注冊為本地球員，故在代表東亞籃協管轄的香港籃總出賽或是代表資格問題所在，但經國際籃聯和ABL及香港籃總一輪文件往來及討論後，終於11月25日澄清三人的資格，並已確定可以出戰世界盃亞洲區外圍賽，在2018年分別隨於主場和作客迎戰勁旅中國，韓國以及紐西蘭國家隊。

## 家庭生活
徐遠成生於籃球世家，母親劉克先是前中國國家籃球隊成員，而其父親徐增平也曾是廣州軍區男籃隊的一員，此外徐遠成的弟弟徐遠征同時為籃球員。2016年5月17日，徐遠成弟弟徐遠征首度為永倫上陣，並與哥哥徐遠成同場合作，協助球隊以103–77擊敗飛鷹。

## 外部連結
- 徐遠成在fiba.basketball（英语）
- 徐遠成在archive.fiba.com（存檔）（英语）
- 徐遠成在Eurobasket.com（球員）（英语）
- 徐遠成在RealGM（英语）
- 徐遠成在Flashscore（英语）
- ABL官網球員註冊資料